# 皮弗特峰
78°2′S 161°1′E / 78.033°S 161.017°E
皮弗特峰（英語：Pivot Peak）是南極洲的山峰，位於維多利亞地的斯科特海岸，屬於威爾克尼斯山脈的一部分，海拔高度2,470米，1958年1月21日英聯邦探險隊在該山峰設立考察站，現時由南極條約體系管理。